# Scleronema (planta)
Scleronema  es un género de plantas con ocho especies perteneciente a la familia Malvaceae. 

## Especies seleccionadas
- Scleronema grandiflorum
- Scleronema guianense
- Scleronema micranthum
- Scleronema moorii
- Scleronema neblinense
- Scleronema praecox
- Scleronema spruceana
- Scleronema spruceanum